# 城关镇 (泾川县)
城关镇，是中华人民共和国甘肃省平凉市泾川县下辖的一个乡镇级行政单位。

## 行政区划
城关镇下辖以下地区：
东街社区、北街社区、南街社区、阳坡村、水泉寺村、共池村、兰家山村、东庵村、新沟村、凤凰村、水泉村、土窝子村、杨柳村、茂林村、袁家庵村、天池村、五里铺村、延风村和芋子沟林场村。